# ジョン・ブリュースター・ジュニア
ジョン・ブリュースター・ジュニア（John Brewster Jr.、1766年5月30日か5月31日生まれ、1854年8月13日没）は、アメリカ合衆国の画家で、ニューイングランドの裕福な家族、特にその子供の肖像画を描いた。聴覚障害者で、各地を巡回しながら肖像画家として働いた。人生の後半のほとんどをメイン州バクストンで過ごし、メイン州の上流階級の人々の肖像画を描いた。

## 略歴
コネチカット州ハンプトン（Hampton）で生まれた。プリマス植民地における指導的な植民者でコネチカット州議会の議員も務めたウィリアム・ブリュースター（William Brewster: c.1566/67-1644）の子孫で 、父親のジョン・ブリュースター・シニアは医師であった。生まれつき聾唖で、手話などが開発されていなかった時代に育ったので家族や友人と交流することは少なかったが、親切な牧師から絵を描くことを学んだ。1790年代までにコネチカット州やメイン州、マサチューセッツ州、ニューヨーク州東部を旅して、家族の知り合いの紹介で裕福な商人階級の注文を受けて肖像画を描いた。
19世紀に入るころ、それまでの肖像画において「グランド・マナー様式（Grand Manner style）」と呼ばれるモデルを荘厳に見せるような衣装、装具を着けた全身像を描くのでなく、ブリュースターは半身像を手軽な価格で提供するようになり、いくつかの作品では別の人物をほとんど同じ衣装や同じ背景で頭部だけを描きわけることもあった。弟のロイヤル・ブリュースター医師(Royal Brewster)は、1795年後半からメイン州バクストン(Buxton)で暮らすようになり、しばしば弟の家を訪れ、コネチカットに戻る旅行の合間にポートランドとその周辺で肖像画を描いた。1805年に、ロイヤル・ブリュースターがバクストンに新しい邸を建てた後、ジョン・ブリュースターは弟の家族と暮らした。
1805年頃までに、あどけない子供の肖像画が人気を得た。1817年に聾学校で学ぶために、画家の仕事を中断する前までには、さらに遠くの顧客から注文を受けるようになっていた。1817年から1820年にかけて、ハートフォードに新しく開設されたコネティカット聾唖教育指導施設（Connecticut Asylum）後のアメリカン聾学校（American School for the Deaf）で最初に手話を学んだ学生の1人となった。ブリュースターはすでに51歳で、平均年齢が19歳だった7人の生徒の中ではとりわけ高齢であったが、「アメリカ手話(ASL)」の誕生に立ち会った学生の1人となった。
聾学校卒業後にバクストンに戻り、肖像画家の仕事に戻るが、1830年代以降の活動については知られていない。1854年にバクストンで亡くなった。
同時代のアメリカで同様に地域を巡回して素朴な肖像画を描いた画家にはラルフ・アール（1751-1801）やアンミ・フィリップス（1788-1865）がいる。

## 作品

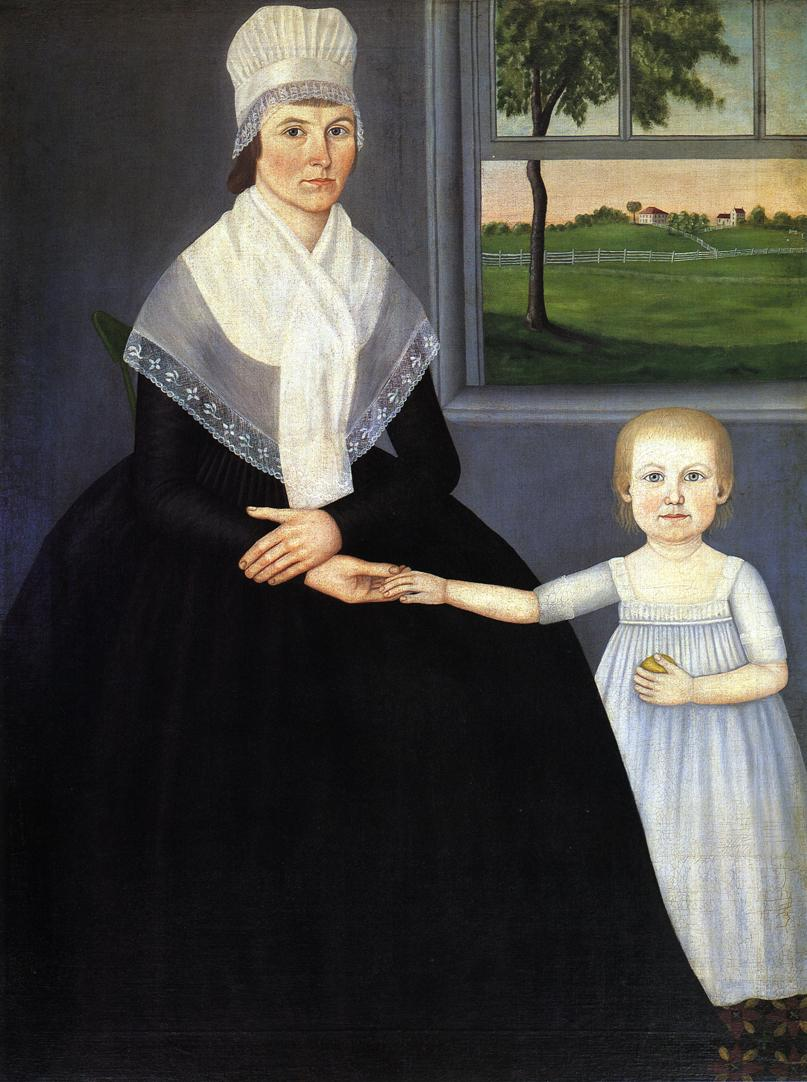
母と息子の肖像画(1799) Palmer Museum of Art
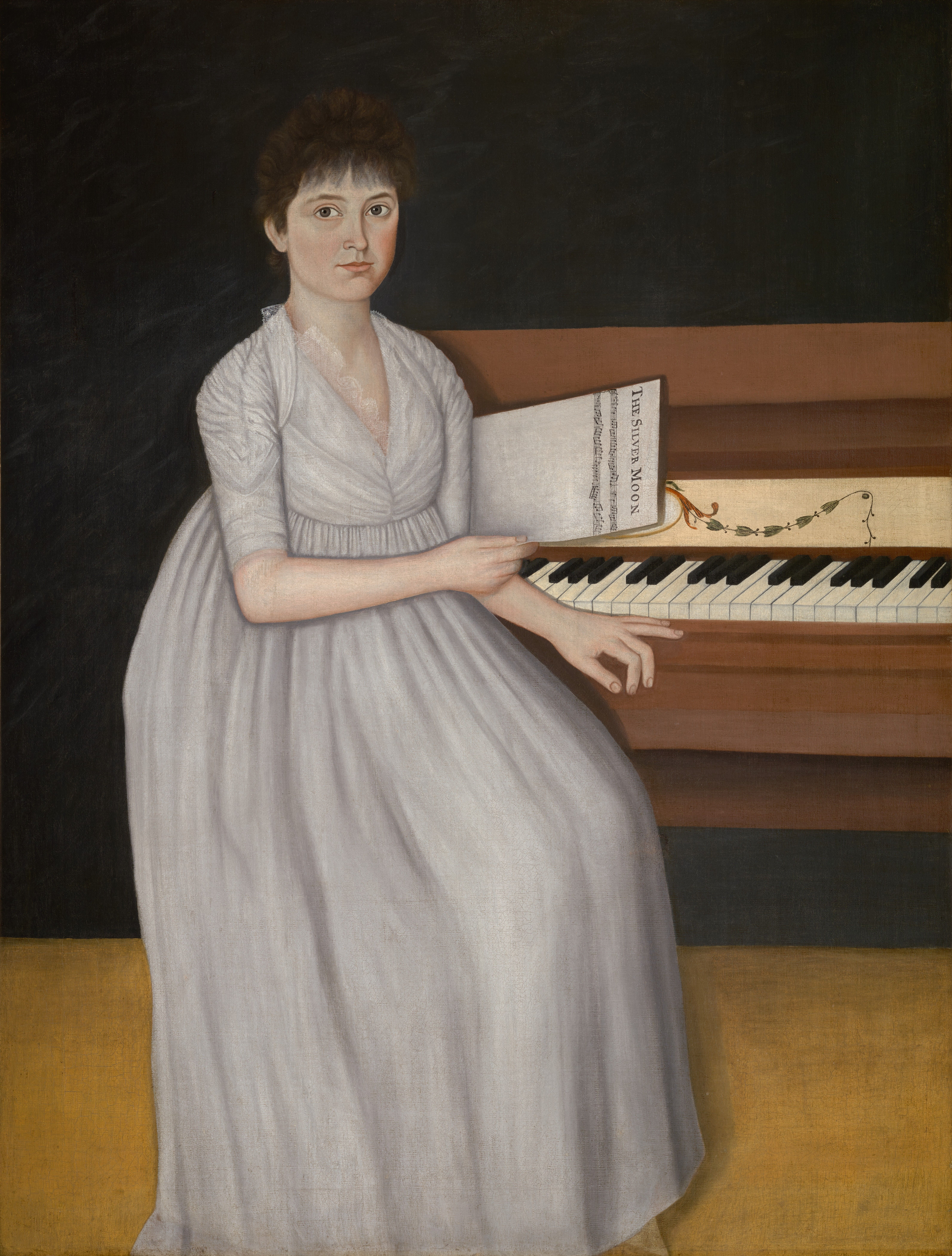
ピアノの前の少女(c.1801) Yale University Art Gallery
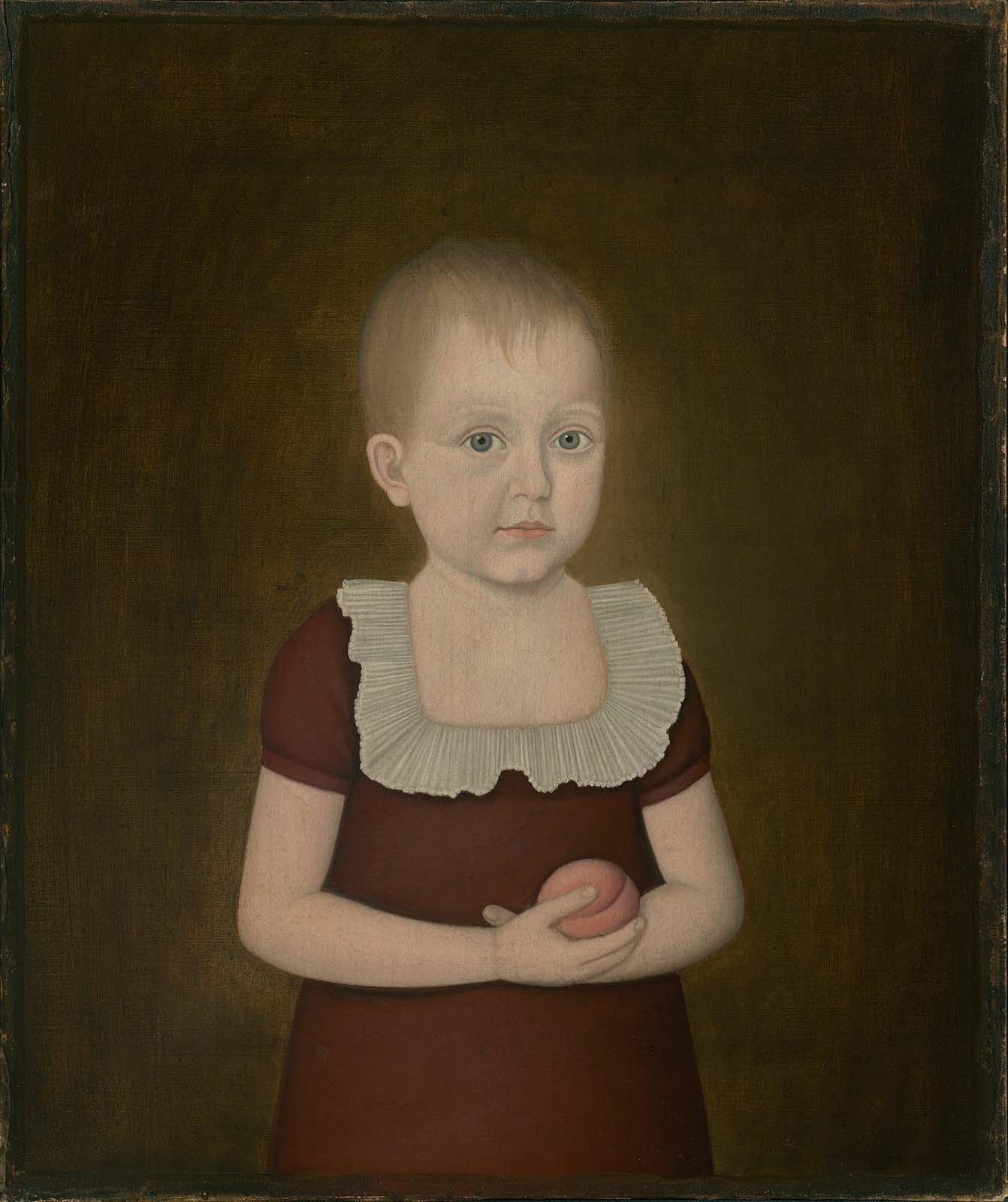
桃を持つ子供(c.1810) ボストン美術館
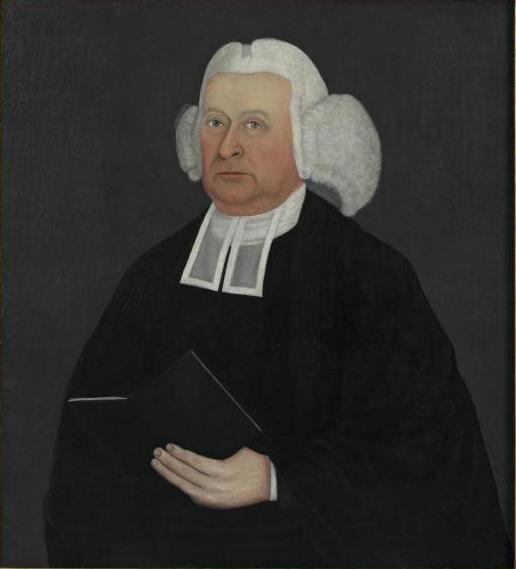
聖職者の肖像画(c.1800)